# Südweststadion
O Südweststadion é um estádio localizado na cidade de Ludwigshafen am Rhein, na Alemanha.
Aquando da inauguração, em 11 de novembro de 1950, tinha capacidade para 41 383 pessoas, mas após uma reforma em 2007, a capacidade máxima foi limitada a 6 000 pessoas.
Atualmente, é usado principalmente para jogos de futebol e, ocasionalmente, como sede do FSV Oggersheim. O estádio já sediou vários jogos importantes, como quatro partidas internacionais da Alemanha Ocidental, duas finais da Copa da Alemanha Ocidental e a final da Bundesliga.